# Большие Озимки
Большие Озимки — село в составе Сюксюмского сельского поселения Инзенского района Ульяновской области. 

## География
Находится у реки Озимка на расстоянии примерно 8 километров на восток-юго-восток по прямой от юго-восточной границы районного центра города Инза. 

## История
Возникло в середине XVII века. Упоминается в переписи населения за 1747 год. Часть села принадлежала помещикам И. С. Рельёву, С. Д. Бадикову, А. В. Куроедовой, М. Г. Микишиной, Г. К. Микишщину, И. И. Карпову, М. Д. Ларионову. Крепостных было мужчин — 101, женщин — 74. 
В 1762 году — крепостных было мужчин — 141, женщин — 125.
В 1780 году село Богородское Озимки тож, при речке Озимке, помещичьих крестьян, однодворцев, — в Канадейском уезде Симбирского наместничества.
В 1883 году в сельце Озимки насчитывалось 73 двора, проживали: 217 мужчин и 231 женщина. 
В 1900 году — 47 дворов, 164 мужчины, 146 женщин. Владьцем земельных угодий после отмены крепостного права был Федор Федорович Гельшерт. По воспоминаниям современников, в дни революционных потрясений в 1917 году немало владельцев имений пострадали: «Особенно страшна была смерть старика Гельшерта. Его разорвали солдаты на станции Инза, так же как и Толстых в их имении». Супруга Федора Федоровича Александра Егоровна (урожденная Мотовилова) состояла в родстве с Анной Ахматовой и приходилась двоюродной племянницей мирского послушника преподобного Серафима Саровского Николая Александровича Мотовилова (1809 — 1879).
В 1913 году было учтено 107 дворов и 710 жителей. 
В советский период работали колхозы «Борец» (1931), «Путь к коммунизму» (1950). В 1950-е годы председателем колхоза был Потапов Алексей Ефремович. В 1960 году колхоз преобразован в совхоз и на правах отделения вошёл в состав свиноводческого совхоза «Пятилетка в четыре года».  В 1967 году совхоз был разукрупнен и переименован в совхоз «Дружба». С января 1984 года отделение совхоза «Сюксюмский».

## Население
Население составляло 165 человек в 2002 году (русские 96%), 77 по переписи 2010 года. На 01.01.2020 года численность населения составляет — 42 человек.

## Инфраструктура
Библиотека, фельдшерско-акушерский пункт, отделение связи. Ж.д. платформа.